# ویلیام اچ. سیوارد
ویلیام اچ. سورد (به انگلیسی: William H. Seward) سناتور، وزیر امور خارجه و فرماندار عضو حزب جمهوری‌خواه ایالات متحده آمریکا بود.
وی در سال ۱۸۴۹ تا ۱۸۶۱ میلادی، سناتور ایالت نیویورک در سنای ایالات متحده آمریکا و از ۱۸۶۱ تا ۱۸۶۹ میلادی، وزیر امور خارجه آمریکا بود.
ویلیام اچ. سیوارد در مقام وزیر خارجه آمریکا برای خرید آلاسکا از روسیه تزاری و قانع کردن سنای آمریکا برای موافقت با خرید آن اراضی، تلاش فراوانی کرد.